# Circuit masculin de l'ITF
Pour les articles homonymes, voir Futures et Futur.

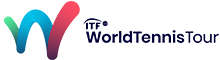
Logo de l'ITF World Tennis Tour.

Le circuit masculin de l'ITF (ITF Men's World Tennis Tour en anglais, anciennement appelé ITF Men's Circuit jusqu'en 2018), dont les tournois sont communément appelés les Futures, est une série de tournois de tennis masculins professionnels organisée par la Fédération internationale de tennis (ITF). Dotés de 15 000 à 25 000 $, les tournois Futures représentent l'échelon le plus bas des tournois de tennis professionnels, après les tournois de l'ATP Tour et ceux de l'ATP Challenger Tour. Le circuit masculin ITF est incorporé dans le classement ATP et constitue le circuit principal d'évolution des jeunes joueurs professionnels. Son équivalent féminin est le circuit féminin de l'ITF, en ne prenant en compte que les tournois les plus faibles (car il n'y a pas d'équivalent féminin au circuit intermédiaire Challenger).
Il existe trois types de tournois Futures : 
- doté de 25 000 $ et 25 000 $+H (avec hébergement), où le vainqueur en simple est récompensé de 25 points ATP et le finaliste de 16 points ATP,
- doté de 15 000 $, où le vainqueur en simple est récompensé de 15 points ATP et le finaliste de 8 points ATP.

## Primes et points
Les tournois du circuit ITF offrent une dotation globale allant de 15 000 à 25 000 dollars. Les points ATP remportés par les participants varient selon la catégorie du tournoi et le tour atteint.
| Catégorie              | Tableau | Dotation ($) | V  | F  | DF | QF | T2 | T1 | Q* |
| ---------------------- | ------- | ------------ | -- | -- | -- | -- | -- | -- | -- |
| 25 000 $ & 25 000 $ +H | Simple  | 18 750       | 25 | 16 | 8  | 3  | 1  | 0  | 0  |
| 25 000 $ & 25 000 $ +H | Double  | 6 250        | 25 | 16 | 8  | 3  | -  | 0  | -  |
| 15 000 $ & 15 000 $ +H | Simple  | 11 250       | 15 | 8  | 4  | 2  | 1  | 0  | 0  |
| 15 000 $ & 15 000 $ +H | Double  | 3 750        | 15 | 8  | 4  | 2  | -  | 0  | -  |

NB : +H (hospitality en anglais) signifie que le tournoi prend en charge le logement et la restauration des joueurs pour la durée de la compétition.

## Structure des tournois
La liste des tournois est susceptible d'évoluer chaque année en fonction des financements et de l'acceptation par l’ITF. Il n'est pas rare non plus de voir plusieurs épreuves organisées dans une même ville.